# Aces (aerolínea)

Aces (acrónimo de Aerolíneas Centrales de Colombia) fue una aerolínea colombiana con sede en la Torre del Café en el centro Medellín, Colombia. Fue fundada en 1971 y liquidada en 2003 tras fusionarse con Avianca.

## Historia
Junto con SAM y Tampa Cargo, fue una de las tres aerolíneas fundadas por Luis H. Coulson. Fue fundada en 1971 con un capital inicial de 2.3 millones de pesos colombianos, con trece socios y sede en Medellín y Manizales. Sus rutas principales eran entre esas ciudades así como entre Pereira, Armenia y Bogotá.
Comenzó sus operaciones en 1972 con aviones Saunders ST-27. A mediados de los años 1970 adquirió varias aeronaves y expandió sus servicios hasta conectar unas diez ciudades, muchas de las cuales no tenían servicio aéreo. Entre 1976 y 1982 se convirtió en el primer receptor mundial de modelo DHC-6-300 de De Havilland Canada, con 21 unidades. Incluyó adicionalmente un DHC-6-300 usado que le compró a Air Ontario y le alquiló temporalmente otro a Kenn Borek Air , para un total de 23 aviones de este tipo en su historial de operación. 

### Años 1980 y 1990
En 1981 adquiere su primer Boeing 727-100. En 1986 comienza una expansión con la adquisición de más 727-100 y la llegada de aviones Fairchild F-27J/FH-227 (básicamente Fokker F27 Friendships construidos bajo licencia por Fairchild en Estados Unidos y con ligeras modificaciones). Los 727 tenían una capacidad de 129 pasajeros y los Fairchild de 44. En esta época comenzaron también los primeros vuelos chárter internacionales a La Habana, Varadero, Nasáu, Freeport, Montego Bay, Puerto Plata, Punta Cana, St. Kitts, St. Maarten, Porlamar y Cancún.

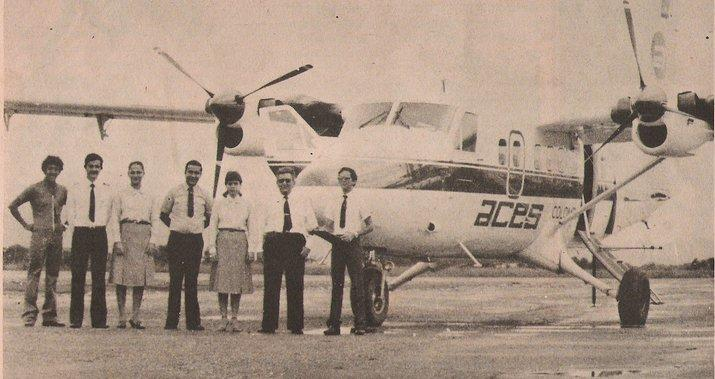
TwinOtter de Aces en el Aeropuerto Heriberto Gil Martínez de Tuluá.

En 1991 renovó su flota con ATR 42. Para que pudieran aterrizar en Manizales, la empresa participó en la ampliación de la pista del Aeropuerto La Nubia. Ese mismo año llegaron los primeros Boeing 727-200ADV con los que la aerolínea inició sus vuelos internacionales por entre Bogotá y Miami, y luego entre Medellín y esa ciudad. En 1993 comenzó a volar a Punta Cana, San Juan de Puerto Rico y Santo Domingo sin descuidar sus destinos nacionales, llegando a cubrir casi 30 de estos. 
Mantuvo una disputa con Satena por la ruta Medellín-Bogotá[cita requerida], la cual Satena operaba desde el Aeropuerto Olaya Herrera, una de las bases principales de Aces. Se alegó competencia desleal el que sólo Satena pudiera operar la ruta desde el Olaya Herrera, aeropuerto que se encuentra dentro de la ciudad, y que las demás aerolíneas tuvieran que hacerlo desde el más apartado Aeropuerto Internacional José María Córdova en Rionegro.
A finales de los años 90 adquirió Airbus A320-200 para reemplazar sus Boeing 727 y abrió nuevos destinos internacionales como Quito, Lima y Caracas, entre otros. El inicio de la nueva década no fue del todo bueno para Aces. Aunque nunca disminuyó la calidad del servicio que proporcionaba, tenía problemas financieros que fueron agravados por la crisis de la aviación mundial y agudizados con los atentados del 11 de septiembre de 2001, que resultaron en el incremento de los precios, seguros y el costo del combustible, afectando de manera importante a las aerolíneas a nivel mundial.

### SigloXXI
La situación llegó a tal punto en 2002 que Aces se fusionó con su mayor competidor Avianca (y consecuentemente con SAM, que era parte de Avianca desde hacía algún tiempo) formando la Alianza Summa. En la Alianza Summa se vio a Aces caer poco a poco, primero la devolución de los 727 que restaban, la entrega de rutas a Avianca, la salida de operación de los ATR-42 en junio de 2003 y, por último, la liquidación de la aerolínea en octubre de 2003. Tras la liquidación de la alianza y la aerolínea, Avianca se acogió al capítulo 11 de la ley de quiebras de Estados Unidos.

## Flota histórica
Aces operó la siguiente flota a lo largo de su existencia:
| Aeronaves                                | Total | Introducido | Retirado | Matrículas | Fotos |
| ---------------------------------------- | ----- | ----------- | -------- | --- | ----- |
| Airbus A320-200                          | 8     | 1997        | 2003     | VP-BVA, VP-BVB, VP-BVC, VP-BVD, N635VX, N834VX, N892VX y N902VX |       |
| ATR 42                                   | 14    | 1991        | 2003     | HK-3943X, HK-4035X, HK-3678X, HK-3684X, VR-BNH (rrg. VP-BNH), VR-BOG (rrg. VP-BOG), VP-BOI, VP-BOH, VP-BOE, VP-BOF, VP-BOD, VP-BVE, VP-BOU (rrg. N612VX) y N316VX |       |
| Boeing 727-100                           | 14    | 1981        | 2001     | HK-2717X, HK-2541X (rrg. HK-2541), HK-2705X, HK-2604X, HK-3442X, HK-3168X, N190AJ, HK-3384X, HK-3933X, HK-3246X, HK-3483X, HK-3845X, HK-3739X y HK-3745 |       |
| Boeing 727-200                           | 7     | 1992        | 2002     | HK-3977X, HK-3998X, HK-4010X, HK-2151X, HK-4047X, HK-3738X y HK-3834 |       |
| De Havilland DH.114 Heron/Saunders ST-27 | 4     | 1972        | 1979     | HK-1299, HK-1286, HK-1287 y HK-1800 |       |
| De Havilland Canada DHC-6 Twin Otter     | 23    | 1976        | 2002     | HK-3538X, N7138K (rrg. HK-3777X), HK-1910, HK-1980X (rrg. HK-1980), HK-2050X, HK-2215X (rrg. HK-2215), HK-2216X (rrg. HK-2216), HK-2381, HK-2444X (rrg. HK-2444), HK-2445X (rrg. HK-2445), HK-2536X, HK-2547X (rrg. HK-2547), HK-2548X (rrg. HK-2548X), HK-2602X (rrg. HK-2602X), HK-2603X (rrg. HK-2603X), HK-2669X (rrg. HK-2669), HK-2670X (rrg. HK-2670), HK-2758X (rrg. HK-2758), HK-2759X, HK-2760X, HK-2761X (rrg. HK-2761), HK-2762X y HK-2763X |       |
| Fairchild F-27                           | 2     | 1987        | 1992     | HK-3375X (rrg. HK-3617X) y HK-3374X |       |
| Fairchild Hiller FH-227                  | 1     | 1977        | 1981     | HK-1981X (rrg. HK-1981) |       |
| Fokker F28 Fellowship                    | 1     | 1984        | 1984     | HK-3126X |       |
| McDonnell Douglas DC-9                   | 2     | 1985        | 1992     | HK-3155X y VR-BMG |       |

## Accidentes e incidentes
- El 18 de diciembre de 1981,el Twin Otter HK-2216 (S/N 609) se estrelló en el municipio de San Antero, Córdoba, durante la aproximación al aeropuerto de Coveñas. En este siniestro perecieron 13 personas incluyendo la tripulación compuesta por el capitán Guillermo Alberto García y el copiloto Andrés Rafael Londoño.
- El 29 de noviembre de 1982, otro Twin Otter se estrelló en las estribaciones de la Cordillera Oriental contra el Cerro Pan de Azúcar en el corregimiento de San Juanito, Meta. El HK-2536 (S/N 713) venía en vuelo regular desde San José del Guaviare y se dirigía a Bogotá bajo el mando del capitán Marino Jiménez y el copiloto Ricardo Santacoloma, quienes junto a los 20 pasajeros perdieron la vida.
- El 23 de enero de 1985, el Twin Otter HK-1910 (S/N 497) se estrelló contra el Cerro El Plateado en la Cordillera Occidental mientras cubría la ruta entre Quibdó y Medellín. 21 pasajeros perdieron la vida, junto con la tripulación comandada por el veterano capitán Antonio José Bernal y el copiloto Efraín Montoya.
- El 27 de febrero de 1985, el Twin Otter HK-2763 (S/N 789) fue víctima de un ataque guerrillero en el aeropuerto de El Bagre, Antioquia. La aeronave fue totalmente incinerada por los terroristas sin que se perdieran vidas.
- El 27 de abril de 1986, se estrelló el Twin Otter HK-2761 (S/N 780) en la población de Saravena, Arauca, en el oriente del país, con saldo fatal de 13 personas.
- El 30 de noviembre de 1996, el Twin Otter HK-2602 (S/N 746) se estrelló contra el Cerro El Barcino pocos minutos después del despegue del Aeropuerto Olaya Herrera. Operaba el vuelo 148 que cubría la ruta entre Medellín, Bahía Solano y Quibdó. Fallecieron en el impacto y posterior incendio 14 personas incluyendo la tripulación comandada por el capitán Juan Carlos Bermúdez López; un pasajero sobrevivió con lesiones graves.[5]
- El 11 de octubre de 2000, el ATR 42 con matrícula VP-BOF y el Boeing 727-200 HK-3998X colisionaron en la plataforma del Aeropuerto El Dorado durante el proceso de remolque. El ATR fue declarado en pérdida total tras el siniestro. No hubo heridos ni fatalidades en este evento.